# Castillo de Olvera
El castillo árabe de Olvera (Provincia de Cádiz, España) fue construido a finales del siglo XII, formando parte del sistema defensivo del reino nazarí de Granada. 
La factura constructiva que hoy conocemos presenta, sin embargo, evidentes rasgos cristianos en su construcción, producto de sucesivas remodelaciones que hubo de sufrir el Castillo desde su toma por las tropas castellanas.
El castillo de Olvera, declarado Bien de Interés Cultural desde 1985 como arquitectura defensiva, se localiza de la delimitación de Conjunto Histórico-Artístico. El inmueble está además catalogado por las Normas Subsidiarias de Planeamiento Municipal aprobadas definitivamente el 17 de mayo de 1999, con un nivel de protección integral.

## Descripción
Encrespado sobre una roca a 623 m s. n. m., la cota más alta de la localidad, el Castillo presenta una planta irregular a la manera de un triángulo alargado que se adapta a la forma misma de la peña.
Su puerta de acceso, la única que posee el recinto, está protegida por una barbacana y presenta señales de haber acogido un escudo. La fortaleza consta, además, de torre del homenaje, lienzo de muralla con paso de ronda, un recinto subterráneo y dos aljibes, uno de ellos ofrecía suministro de agua a la torre. La entrada para los visitantes, se realizaba hasta hace pocos años atravesando las habitaciones de una casa adosada a las murallas.
La torre del homenaje, que se alza en la parte sur del recinto y que dispone de dos plantas cubiertas por bóveda de medio cañón, es de planta rectangular y aristas redondeados y constituye el elemento principal del dispositivo defensivo del Castillo. Está construida en mampostería, con hiladas de piedra irregulares unidas con argamasa. El acceso a ambas plantas de la torre se realiza a través de escaleras de caracol. La puerta original de acceso se halla a más de cinco metros del suelo y a ella se accede a través de un patín de tambor de época posterior.
Del castillo se conserva parte de la cerca de murallas que rodeaba el barrio de la Villa.

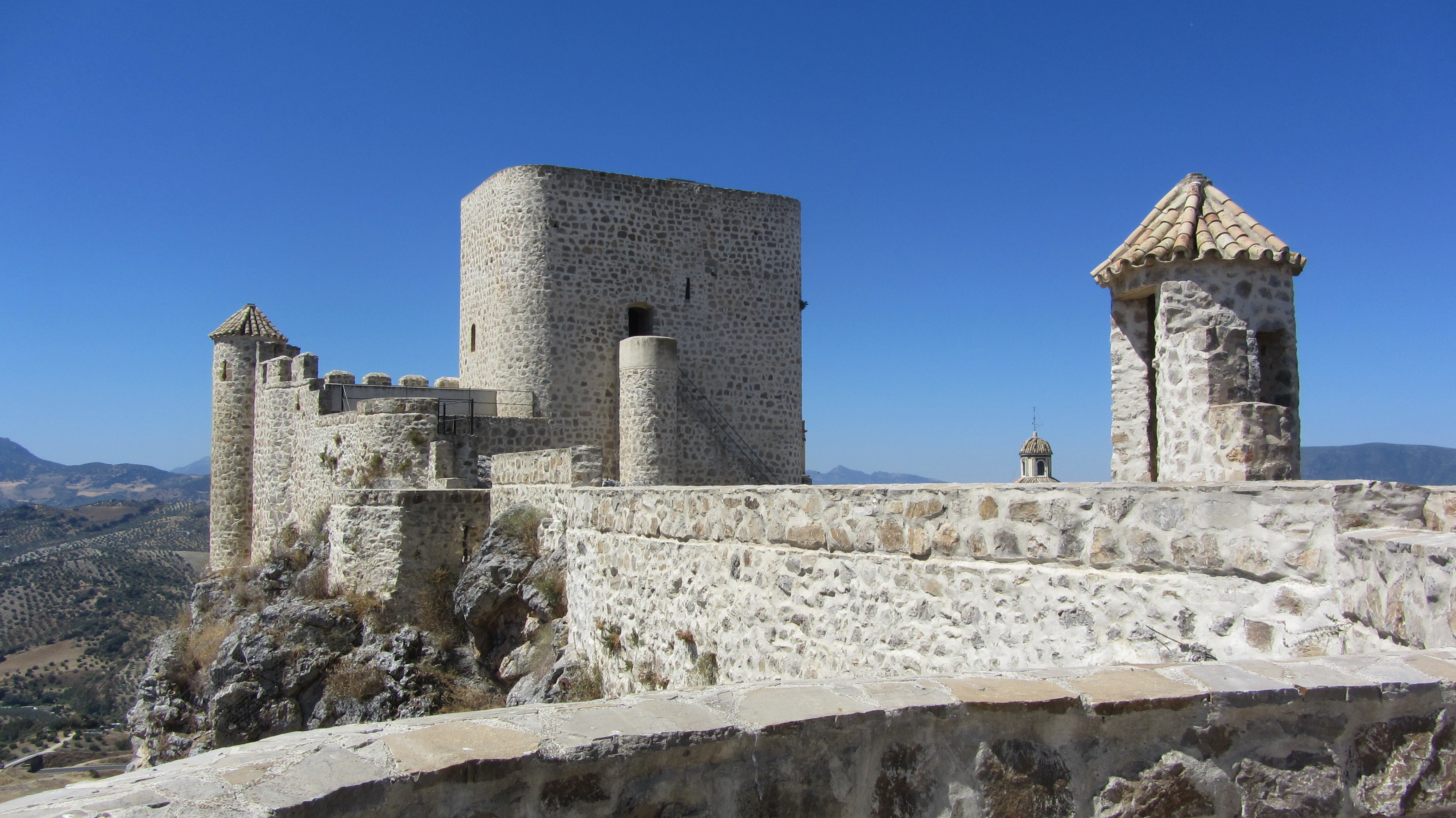
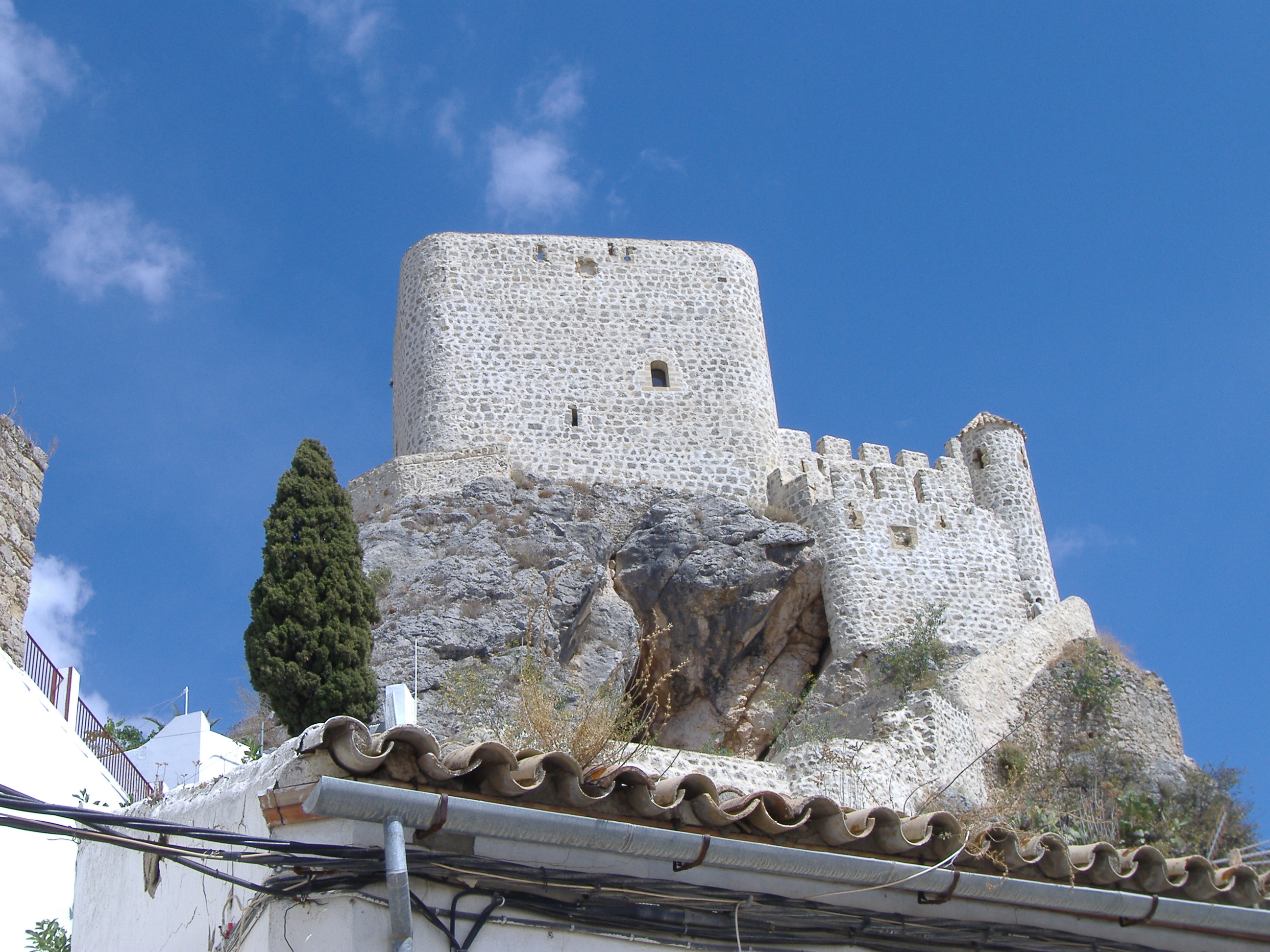
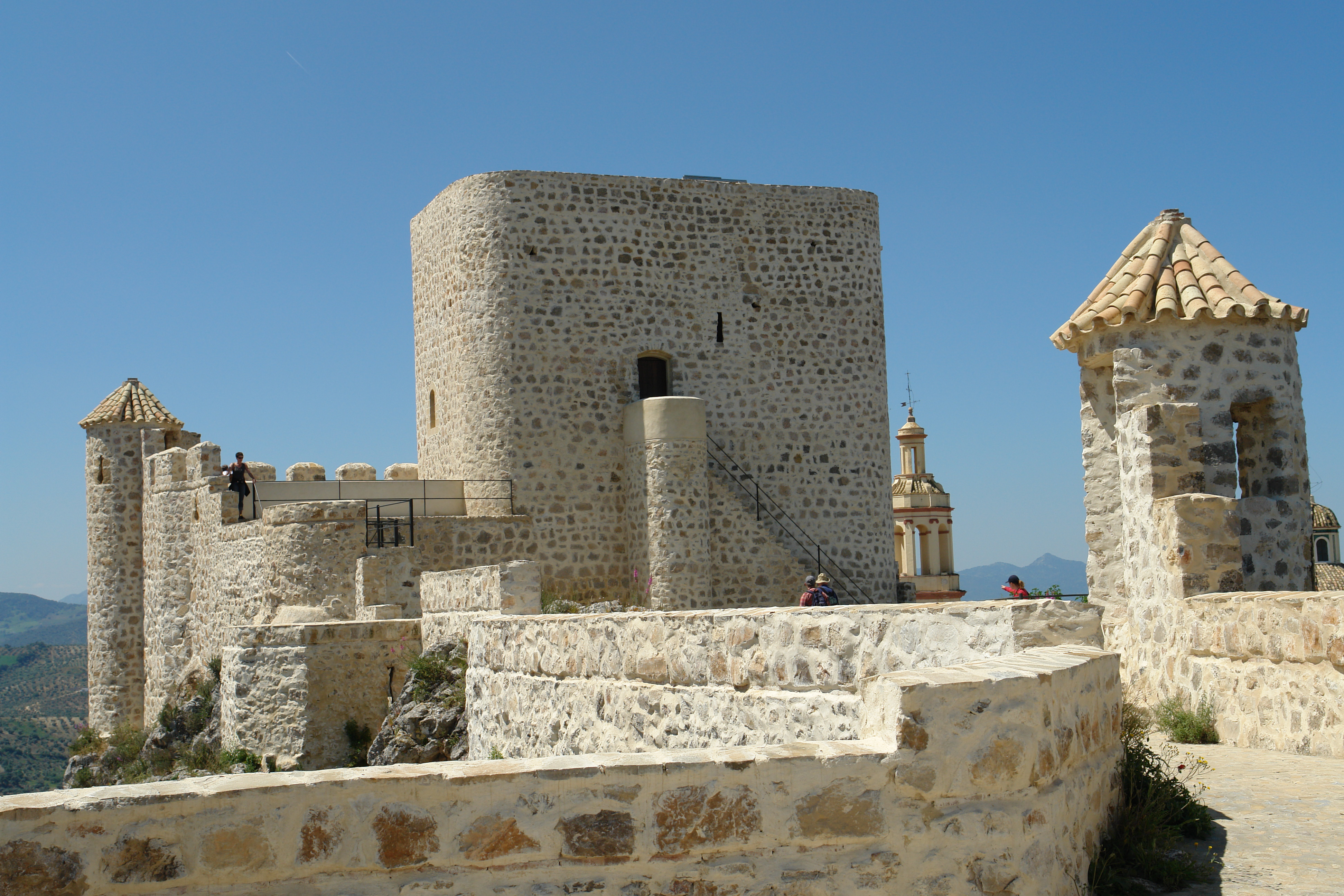